# Augusto Rivalta
Augusto Rivalta (3 mars 1835, Alexandrie (Alessandria) - 14 avril 1925, Florence) est un sculpteur italien de la fin du XIXe siècle et du début du XXe siècle. Outre sa carrière en tant que sculpteur et enseignant, il s'engage notamment dans la seconde guerre d'indépendance.

## Biographie
La famille Rivalta quitte Alexandrie pour Gênes après la naissance d'Augusto. Tout au long de sa vie, de nombreuses biographies lui donne pour ville d'origine la capitale ligure et des dates de naissances discordantes. 
En 1851, Rivalta suit des cours à l'Accademia ligustica di belle arti. En 1857, il est sélectionné avec Giuseppe Benetti (it) pour suivre un enseignement auprès de l'Académie du dessin de Florence où il est l'élève d'Aristodemo Costoli (it).
En 1859, quand éclate la deuxième guerre d'indépendance italienne, Rivalta, fils d'un colonel de l'Armée royale sarde, s'enrôle avec son frère dans les troupes des carabiniers génois. Il fait ensuite partie des Mille de Garibaldi.
Blessé à l'épaule, Rivalta retourne à Florence après l'armistice de Villafranca pour reprendre ses travaux dans les ateliers de Giovanni Dupré. En 1867, Rivalta devient sociétaire de l'académie du dessin de Florence. Il réalise la statue en marbre de Camillo Cavour entre 1869 et 1870 qui le fera connaître. Dès 1874 et jusqu'à la fin de sa vie, il tient la chaire de design et de sculpture au sein de l'académie de la capitale toscane. Entre les deux siècles, il enseignera alors à une génération entière de sculpteurs parmi lesquels se trouvent Antonio Garella (it), Giuseppe Graziosi (it), Raffaello Romanelli, Pietro Guerri (it) et Ercole Drei (it).
Il a deux fils avec Sofia Anatrella: Augusto en 1885 et Carlo Rivalta en 1887 qui deviendra par la suite sculpteur. Il se marie avec Sofia la même année.
À l'instar des sculpteurs de son époque dans la péninsule, ses travaux sont principalement des monuments dédiés aux grands hommes du Risorgimento comme Giuseppe Garibaldi, Giuseppe Mazzini ou encore Bettino Ricasoli. De nombreux monuments funéraires lui sont attribués. Il réalise aussi un buste en bronze de Christophe Colomb pour la communauté italienne du Michigan. Au début du XXe siècle, il participe à la construction du Monument à Victor-Emmanuel II en réalisant le groupe statuaire en marbre La Forza.
Il participe au cours de sa carrière aux différentes expositions et biennales dont celle de Turin en 1863, en 1902, la biennale de Venise en 1903 et l'exposition universelle de 1915 à San Francisco.
Il meurt à Florence le 14 avril 1925. Une rétrospective lui est dédiée en 1931.

## Galerie

### Monuments aux personnalités du Risorgimento
| - Nicolò Barabino à Gênes. - Garibaldi à Gênes. - Garibaldi à Livourne. - Mazzini à Chiavari. - Ricasoli à Florence. |

### Monuments funéraires
| - Tombe Drago, cimetière monumental de Staglieno (CmS). - Tome Pallavicino (CmS). - Tombe de Bartolomeo Savi (CmS). - Détails de la tombe Pellas De Maillane Lori, Florence. |

### Autres monuments
| - Groupe La Forza, Vittoriano, Rome. - Statue de Cavour au palais de la Banque d'Italie. |